# Glowe
Glowe è un comune situato sull'isola di Rügen nel Meclemburgo-Pomerania Anteriore, in Germania.
Appartiene al circondario (Landkreis) della Pomerania Anteriore-Rügen ed è parte della comunità amministrativa (Amt) di Mönchgut-Granitz.

## Monumenti e luoghi d'interesse

### Architetture civili
- Castello di Spyker (metà del XVII secolo), nella frazione di Spy(c)ker[2][3]